# Adolfo Córdova
Adolfo Córdova Valdivia (Arequipa, 17 de julio de 1924-Lima, 3 de noviembre de 2022) fue un reconocido arquitecto peruano, ganador del Premio Nacional Chavín, el Premio Tecnoquímica y el  Premio Hexágono de Oro del Colegio de Arquitectos del Perú.

## Carrera
Graduado de ingeniero en la especialidad de arquitectura en la antigua Escuela de Ingenieros, hoy Universidad Nacional de Ingeniería. Cursó estudios de postgrado en París, Francia, en el Instituto de Estudios de Desarrollo Económico y Social (IEDES). Profesor durante treinta años en la Facultad de Arquitectura, Urbanismo y Artes, decano y profesor emérito de esa universidad.
Fue nombrado miembro honorario del Colegio de Arquitectos del Perú y del Instituto de Urbanismo y Planificación.Siendo estudiante de arquitectura, en 1947, funda con otros compañeros la Agrupación Espacio, movimiento que surgió como reacción a la arquitectura ecléctica que se venía dando en el Perú a la época; del Movimiento Social Progresista, del Instituto de Estudios Peruanos y de la Academia Peruana de Arquitectura y Urbanismo. En la actividad profesional, es ganador de varios concursos y distinguido con el Premio Nacional Chavín, el Premio Tecnoquímica y el Premio Colegio de Arquitectos. Autor del libro La vivienda en el Perú y de diversos artículos y conferencias sobre el tema. Dirigió la investigación sobre los locales escolares en todo el país y diversas tesis sobre la vivienda campesina en el gobierno del arquitecto Fernando Belaúnde Terry. Así mismo, es miembro de la Comisión Alzamora para un Proyecto de Ley de Municipalidades, donde propuso el
primer intento de regionalización.

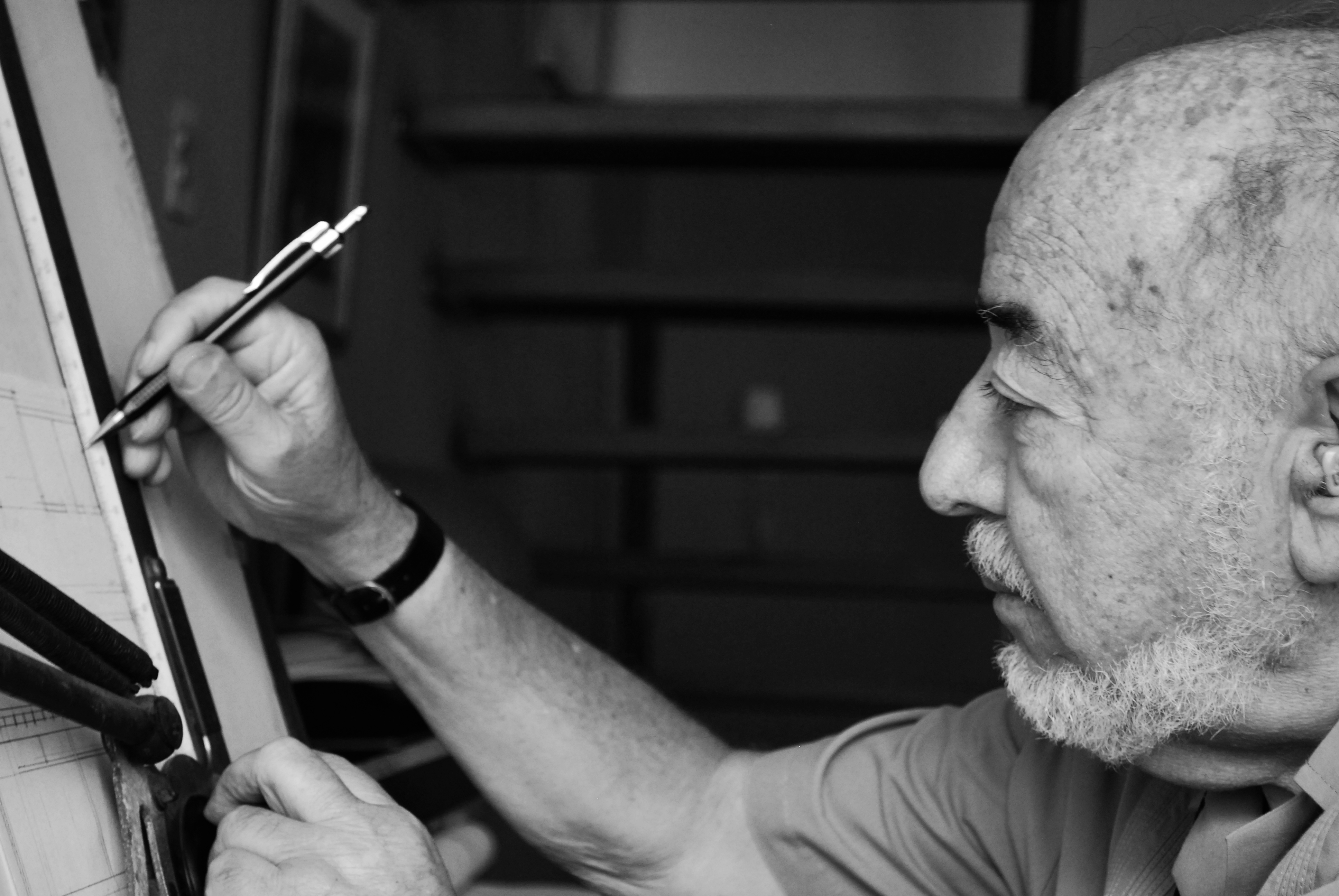
Adolfo Córdova dibujando en su estudio.

Es coeditor de la revista Espacio y del periódico Libertad, ha fundado y dirigido la revista ½ de Construcción (181 ediciones) y ha editado 16 Fascículos Materiales y métodos constructivos. Miembro fundador del Consejo Editorial de la Revista Puente del Colegio de Ingenieros del Perú (17 ediciones a la fecha).
Desde el año 2002 es coordinador de la Maestría con mención en Vivienda en el Postgrado de la Facultad de Arquitectura, Urbanismo y Artes de la UNI, cuya revista, WAKA XXI (5 ediciones), fundó y dirigió hasta el año 2005.

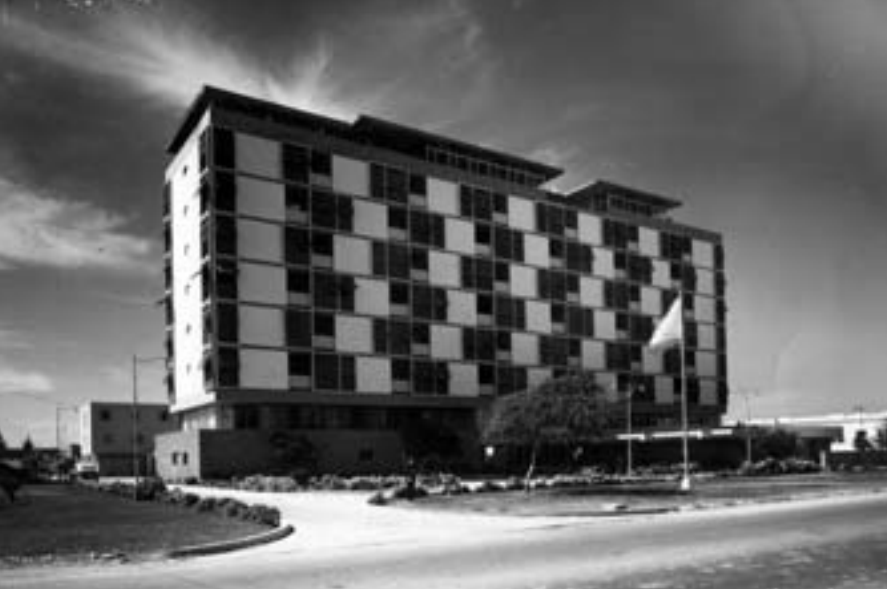
Residencia de las Fuerzas Aéreas del Perú. Premio Chavín 1959.

El 22 de marzo del 2011 publica la traducción del libro Eupalinos o el arquitecto de Paul Valéry.

## Obras
- 1946, Club Internacional, Arequipa. Adolfo Córdova, Carlos Williams León, José Polar.
- 1959, Residencial FAP, Chiclayo. Adolfo Córdova y Carlos Williams, arquitectos. Premio Chavín.
- 1959, Edificios de Vivienda para la Fuerza Área del Perú. Chiclayo / Piura - Perú,
- 1962, Casa Matos. San Isidro. Lima. Adolfo Córdova y Carlos Williams.
- 1965, Escuela Naval, La Punta, Callao. Adolfo Córdova y Carlos Williams, arquitectos. Premio Tecnoquímica.
- 1966, Centro Cívico de Lima. Concurso público. Adolfo Córdova, Jacques Crousse, José García Bryce, Miguel Llona, Guillermo Málaga, Oswaldo Núñez, Simón Ortiz, Jorge Páez, Ricardo Pérez León y Carlos Williams.
- 1992, Casa Villarán. Playa Los Pelícanos.
- 2006, Casa López Soria. Miraflores, Lima. Departamento interior.